# 随机性
随机性（英語：Randomness）这个词是用来表达目的、动机、规则或一些非科学用法的可预测性的缺失。
一个随机的过程是一个不定因子不断产生的重复过程，但它可能遵循某个概率分布。
术语随机经常用于统计学中，表示一些定义清晰的、彻底的统计学属性，例如缺失偏差或者相關。随机与任意不同，因为“一个变量是随机的”表示这个变量遵循概率分布。而任意在另一方面又暗示了变量没有遵循可限定概率分布。
随机在自然科学和哲学上有着重要的地位。

## 科學與隨機
在自然与工程学里一些现象会通过随机性模型来模拟，例如：
- 混沌理論
- 密碼學
- 博弈論
- 資訊理論
- 模式識別
- 機率論
- 量子力學
- 統計學
- 統計力學

### 物理科學
在19世紀，科學家使用分子的不規則行動的概念去發展統計力學，以解釋熱力學和气体定律的現象。
根據一些量子力學的標準解釋，微觀現象是客觀地隨意。換句話說，在一個所有相關的參量受控的實驗中，也會出現任意變化的情況，例如我們無法預計在受控環境中放置一粒不穩定的原子衰敗的時間，只能計算在指定的時間內衰敗的可能性，所以量子力學計算的是機會率而非單一實驗的結果。Hidden variable theories嘗試避開大自然包含不能降低的隨機性，這樣的理論假定在看上去任意的過程中，有些符合統計分佈而暗藏的特性在幕後運作以得出結果。

### 生物學
生物體的特徵在某种程度上是確定性地發生的（例如：在基因和環境的影響下），在某种程度上是隨機發生的。例如，基因與曝光量僅僅支配著人體皮膚上出現的色斑密度；而單個色斑的精確位置看來是隨機決定的。

### 通訊理論
在通訊理論中，一個信號的隨機性稱作噪聲，它對立於由源（信號）所引起的那一部分變化。

## 随机性测试方法
1. 频数测试：测试二进制序列中，“0”和“1”数目是否近似相等。如果是，则序列是随机的。[1]
2. 块内频数测试：目的是确定在待测序列中，所有非重叠的长度为M位的块内的“0”和“1”的数目是否表现为随机分布。如果是，则序列是随机的。
3. 游程测试：目的是确定待测序列中，各种特定长度的“0”和“1”的游程数目是否如真随机序列期望的那样。如果是，则序列是随机的。
4. 块内最长连续“1”测试：目的是确定待测序列中，最长连“1”串的长度是否与真随机序列中最长连“1”串的长度近似一致。如果是，则序列是随机的。
5. 矩阵秩的测试：目的是检测待测序列中，固定长度子序列的线性相关性。如果线性相关性较小，则序列是随机的。
6. 离散傅里叶变换测试：目的是通过检测待测序列的周期性质，并与真随机序列周期性质相比较，通过它们之间的偏离程度来确定待测序列随机性。如果偏离程度较小，序列是随机的。
7. 非重叠模板匹配测试：目的是检测待测序列中，子序列是否与太多的非周期模板相匹配。太多就意味着待测序列是非随机的。
8. 重叠模板匹配测试：目的是统计待测序列中，特定长度的连续“1”的数目，是否与真随机序列的情况偏离太大。太大是非随机的。
9. 通用统计测试：目的是检测待测序列是否能在信息不丢失的情况下被明显压缩。一个不可被明显压缩的序列是随机的。
10. 压缩测试：目的是确定待测序列能被压缩的程度，如果能被显著压缩，说明不是随机序列。
11. 线性复杂度测试：目的是确定待测序列是否足够复杂，如果是，则序列是随机的。
12. 连续性测试：目的是确定待测序列所有可能的m位比特的组合子串出现的次数是否与真随机序列中的情况近似相同，如果是，则序列是随机的。
13. 近似熵测试：目的是通过比较m位比特串与m-1位比特串在待测序列中出现的频度，再与正态分布的序列中的情况相对比，从而确定随机性。
14. 部分和测试：目的确定待测序列中的部分和是否太大或太小。太大或太小都是非随机的。
15. 随机游走测试：目的是确定在一个随机游程中，某个特定状态出现的次数是否远远超过真随机序列中的情况。如果是，则序列是非随机的。
16. 随机游走变量测试：目的是检测待测序列中，某一特定状态在一个游机游程中出现次数与真随机序列的偏离程度。如果偏离程度较大，则序列是非随机的。

### 引用
1. ↑  师, 国栋; 康绯，顾海文. . 2009年10月  [2013-02-23]. （原始内容存档于2021-05-05）.

### 书籍
- Randomness by Deborah J. Bennett. Harvard University Press, 1998. ISBN 0-674-10745-4
- Random Measures, 4th ed. by Olav Kallenberg. Academic Press, New York, London; Akademie-Verlag, Berlin (1986). MR0854102
- The Art of Computer Programming. Vol. 2: Seminumerical Algorithms, 3rd ed. by Donald E. Knuth, Reading, MA: Addison-Wesley, 1997. ISBN 0-201-89684-2
- Fooled by Randomness, 2nd ed. by Nassim Nicholas Taleb （页面存档备份，存于）. Thomson Texere, 2004. ISBN 1-58799-190-X
- Exploring Randomness by Gregory Chaitin. Springer-Verlag London, 2001. ISBN 1-85233-417-7